# Acmaeodera acanthicola
Acmaeodera acanthicola  (лат.) — вид жуков-златок рода Acmaeodera из подсемейства Polycestinae (Acmaeoderini). Распространён в Новом Свете (США). Кормовым растением имаго являются Acacia constricta, Acacia vernicola, Cercidium floridum (Barr 1972:178), а у личинок — Celtis pallida (Westcott, et al. 1979:70).
Вид был впервые описан в 1972 году американским колеоптерологом Уильямом Барром (William F. Barr, University of Idaho, Moscow, США).